# Quadriga (prêmio)
Quadriga é um prémio anual alemão patrocinado pela Netzwerk Quadriga gGmbH por iniciativa da associação Werkstatt Deutschland, uma organização sem fins lucrativos com sede em Berlim. O prêmio reconhece quatro pessoas, grupos ou entidades que tenham se distinguido no ano passado por seu espírito pioneiro em matéria de inovação e renovação da vida política, económica e cultural.
O prêmio consiste em uma pequena estátua que lembra a quadriga da Portão de Brandemburgo, em Berlim e €25.000 em dinheiro. O principal patrocinador do prêmio é a empresa sueca de energia Vattenfall energia. A Werkstatt Deutschland apresenta a celebração do dia da unidade alemã, que comemora a reunificação da Alemanha. Nos dois primeiros anos, a cerimônia foi realizada na Konzerthaus Berlim (Casa de Concertos de Berlim), de 2005 a 2008 no palácio de ópera Komische Oper Berlin, e em 2010 na sala Weltsaal do Ministério das Relações Exteriores da Alemanha. Em 2010 a cerimônio foi realizada novamente na Casa de Concertos. A cerimônia já foi apresentada por pessoas como Viktor Yushchenko, Bernard Kouchner e Mikhail Gorbachev.

## Premiados
2003 
- Armin Mueller-Stahl, ator alemão.

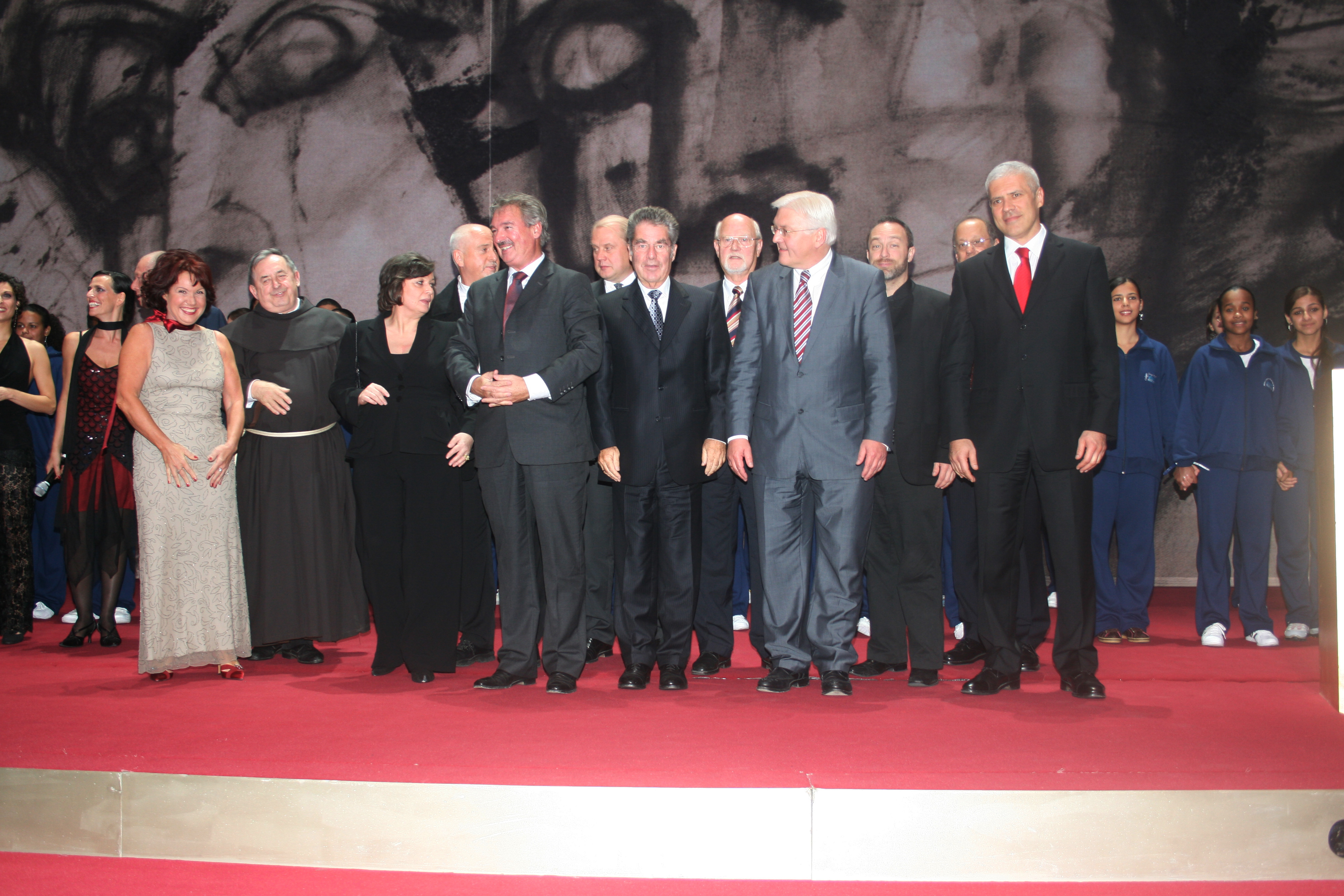
Festa de comemoração após a entrega de prémios, em 2008.

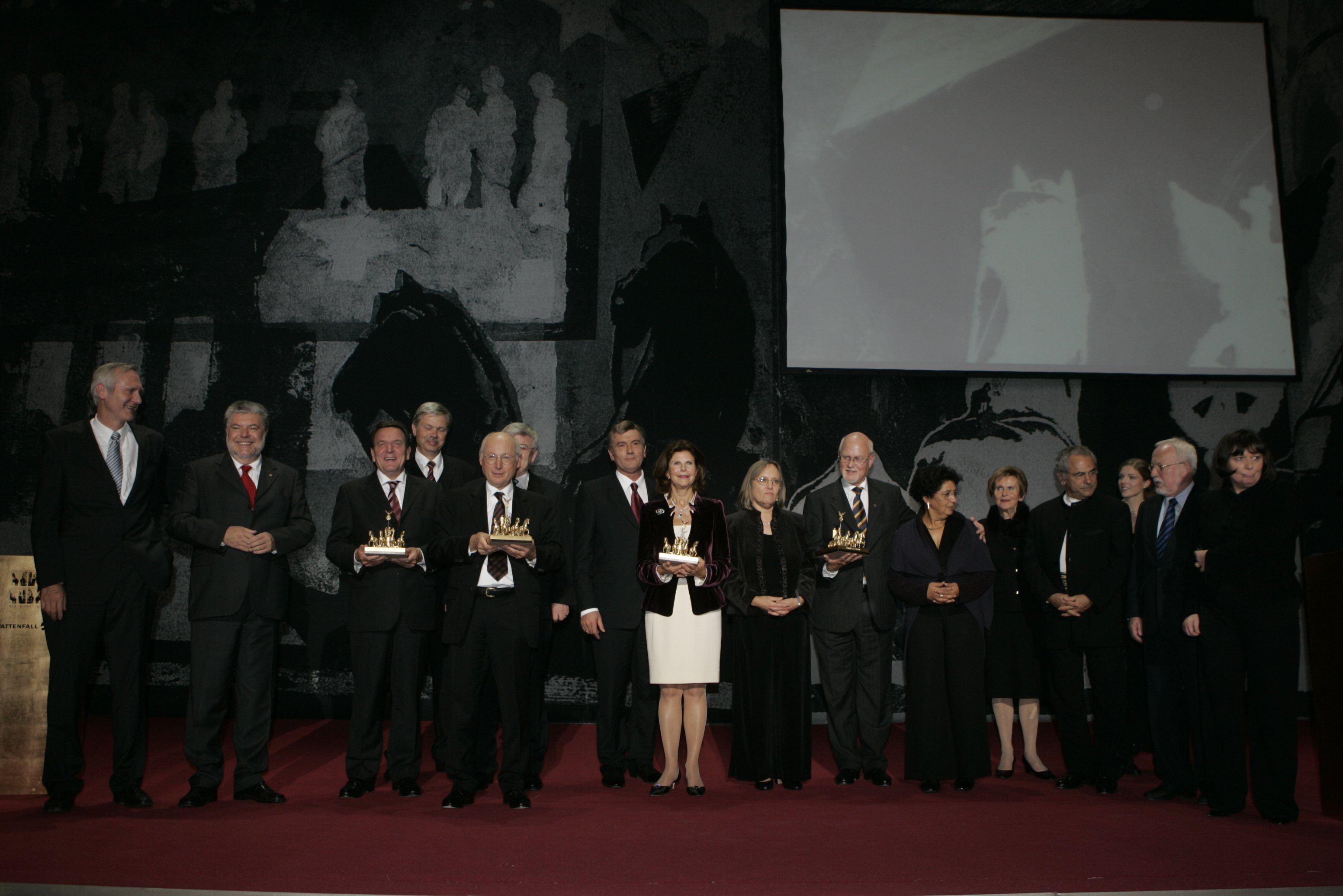
Pessoas premiadas em 2007.

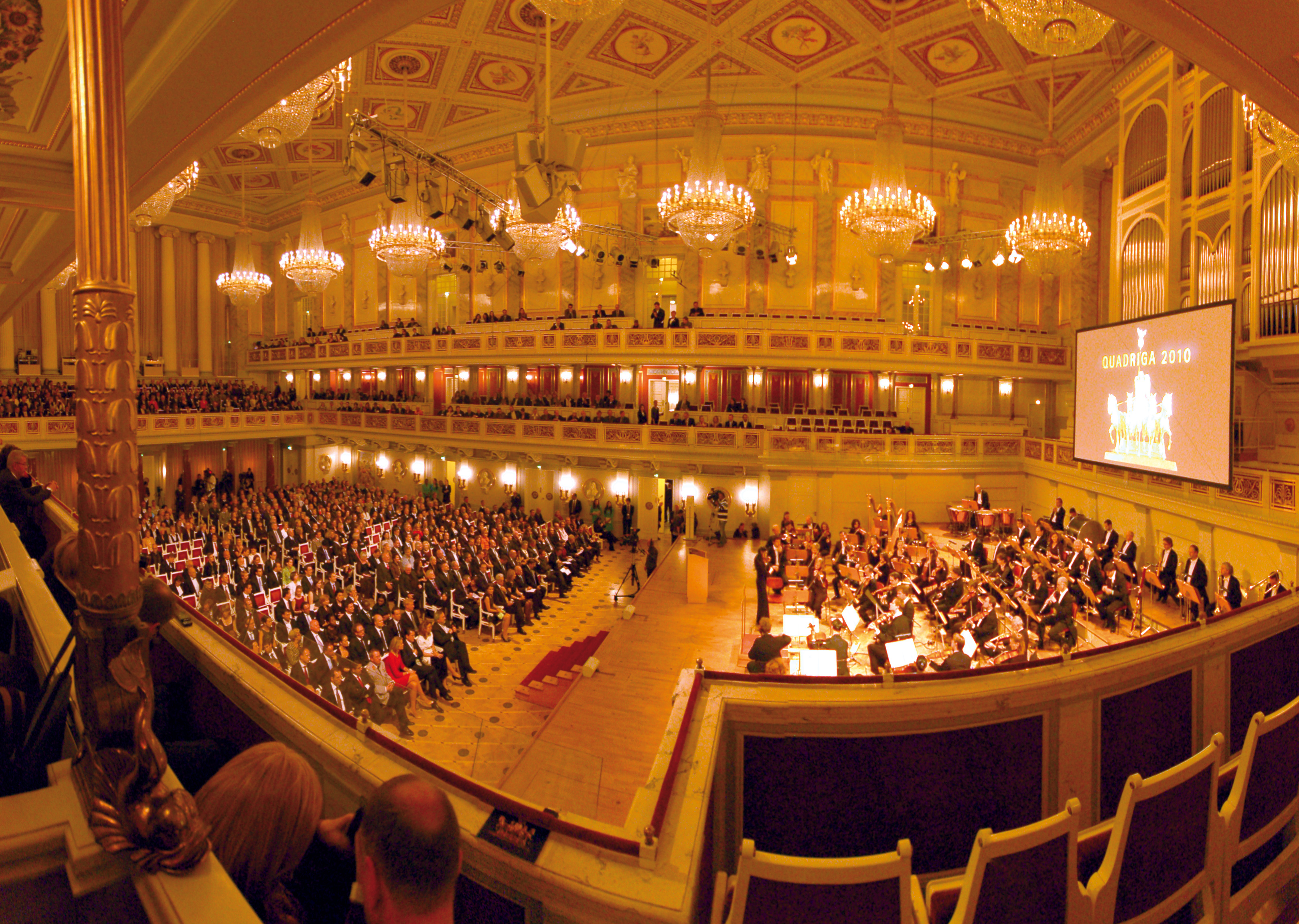
Festa de comemoração em 2010

- Norman Foster, arquiteto do Reino Unido.
- Jean-Claude Juncker, Primeiro-ministro do Luxemburgo, e Einars Repše, Primeiro-ministro da Letónia.
- Amal Rifai, Odelia Ainbinder, e Sylke Tempel, de Wir wollen beide hier leben: Eine schwierige Freundschaft in Jerusalem

2004
- Recep Tayyip Erdoğan, Primeiro-ministro da Turquia.
- Éric-Emmanuel Schmitt, ator francês.
- Thomas Quasthoff, cantor alemão.
- Šimon Pánek, Prefeito da República Checa.
- Hamid Karzai, Presidente de Afeganistão.

2005
- Helmut Kohl, antigo Chanceler alemão.[2]
- Timothy Berners-Lee, cientista britânico, inventor da World Wide Web.
- Catherine McCartney, Claire McCartney, Donna McCartney, Gemma McMahon, Paula Arnold e Bridgeen Hagans, familiares de Robert McCartney, vítimas do terrorismo do Exército Republicano Irlandês.
- Karīm al-Hussaynī, Āgā Khān IV, cabeça do Ismaelismo.

2006
- Shimon Peres, Vice-primeiro-ministro de Israel.
- Riccardo Illy, político italiano.
- Florian Henckel von Donnersmarck, Ulrich Mühe e Sebastian Koch, artistas alemães, em reconhecimento por seus trabalhos em "Das Leben der Anderens".
- Viktor Yushchenko, Presidente da Ucrânia

2007
- Gerhard Schröder, antigo chanceler alemão.
- Aicha El-Wafi and Phyllis Rodriguez, mães respectivamente de um terrorista e de uma vítima dos Ataques de 11 de Setembro de 2001 e trabalhadoras pela reconciliação.
- Der Spiegel, jornal alemão, representado por seu redator-chefe, Stefan Aust.
- Sílvia da Suécia.

2008
- Boris Tadić, presidente da Sérvia
- Eckart Höfling, franciscano e diretor da Venerável Ordem Terceira de São Francisco da Penitência no Rio de Janeiro.
- Wikipédia, representada por seu fundador Jimmy Wales.[3]
- Peter Gabriel, músico e ativista dos direitos humanos.

2009
- José Manuel Barroso, político português, actual presidente da Comissão Europeia
- Change for Equality, organiazação iraniana para direitos da mulher, representada por Rezvan Moghaddam e Farbia Davoodi
- Marius Müller-Westernhagen, músico e ator alemão
- Bärbel Bohley, ativista alemã e Václav Havel, escritor e antigo presidente da Tchecoslováquia e da República Tcheca.
- Mikhail Gorbachev, Nobel da Paz e antigo secretário-geral do Comité Central do Partido Comunista da União Soviética

2010
- Olafur Eliasson, artista dinamarquês

Eliasson devolveu o prêmio em 15 de julho de 2011 por causa da controvérsia ligada com a planejada atribuição de um dos prêmios de 2011 ao primeiro-ministro da Rússia Vladimir Putin.
- Geórgios Papandréu, primeiro-ministro da Grécia
- Bundeswehr, exército alemão, representado por Karl-Theodor zu Guttenberg
- Albrecht e Kristina Henning, fundadores do Sagarmatha Choudhary Eye Hospital, Lahan (Nepal)
- Lothar de Maizière, advogado, e Wolfgang Schäuble, político alemão.

2011
O anúncio em julho de 2011 que um dos prêmios de 2011 seria atribuído ao primeiro-ministro da Rússia Vladimir Putin foi contestado e criticado pela opinião pública alemã, por premiados como Olafur Eliasson (prêmio devolvido) e Václav Havel e por membros internos da premiação. Por isto, a curadoria do prêmio decidiu em 16 de julho de 2011 cancelar a entrega dos prêmios de 2011.